# Silvester Godina
Silvester Godina, slovenski slikar ter prosvetni in gospodarski delavec, * 1. januar 1884, Škedenj pri Trstu, † 4. april 1976, Trst.

## Življenje in delo
Rodil se je očetu zapriženemu cenilcu Bernardu in materi pekovki Jospini. Kot slikar je bil samouk. Ljudsko šolo je obiskoval v rojstnem kraju. Prve slikarske napotke je dobil pri mojstru Eugeniju Scompariniju, ki je vodil slikarski oddelek na šoli za obrtne mojstre v Trstu. Iz te šole so izšli tudi Albert Sirk, Avgust Černigoj in drugi slikarji. Po 1. svetovni vojni je v solastništvu ustanovil obrtno podjetje za dekorativno slikarstvo v katerem je bilo zaposlenih do 20 pomočnikov in ostal v tej obrti do 78 leta starosti. Že od šolskih let pa se je v prostem času zatekal k slikarstvu »... katerega vrhunec je bilo čim vernejše posnemanje prirode«, kot je zapisal Vladimir Bartol, ko mu je več let kasneje  v Primorskem dnevniku posvetil dolg članek, da bi se mu opravičil za »nemilosrčno obsodbo« v kritiki ob razstavi leta 1935 v tržaški galeriji Rossoni. Godina je v letih 1953−1972 razstavljal na več samostojnih razstavah v Trstu, Gorici, Tržiču in drugih krajih v okolici Trsta, ter v okviru skupinskih razstav gostoval tudi po drugih mestih v Italiji. Leta 1969 je prejel pokal in kolajno na razstavi »Od Jadranskega do Tirenskega morja«, ki je bila v mestu Vico Equens (Neapelj). V nekrologu 8. aprila 1976 je Milko Bambič zapisal, da je bil Silvestru Godini vzor Ivan Grohar in da je vernemu upodabljanju narave ostal vedno zvest, »...skromno odmaknjen v svoji zamaknjenosti v starožitno idealistično podobo sveta«.
Godina je deloval tudi v škedenjskem prosvetnem in gospodarskem življenju. Med drugim je bil odbornik v tamkajšnem Gospodarskem društvu.